# Lípa (Zlíni járás)
Lípa település Csehországban, a Zlíni járásban. Lípa Zádveřice-Raková, Horní Lhota, Želechovice nad Dřevnicí és Zlín településekkel határos. Lakosainak száma 857 fő (2024. január 1.).

## Népesség
A település lakosságának változását az alábbi diagram mutatja:
| Lakosok száma | 630  | 622  | 738  | 859  | 730  | 629  | 847  | 866  | 840  | 857  |
|               | 1869 | 1890 | 1921 | 1950 | 1980 | 2001 | 2017 | 2019 | 2022 | 2024 |